# Micropeza angustipennis
Micropeza angustipennis är en tvåvingeart som beskrevs av Friedrich Hermann Loew 1868. Micropeza angustipennis ingår i släktet Micropeza och familjen skridflugor. Inga underarter finns listade i Catalogue of Life.